# Orm (IACC)
Orm (SWE-73) var en svensk International America's Cup Class-båt som deltog i America's Cup 2003 för svenska Victory Challenge-syndikatet. Orm ersatte Örn i slutet av tävlingen.
Orm designades av ett team under German Frers Jr och byggdes i en båtbyggarhall i Göteborgs hamn, några månader efter Örn. I juli 2002 transporterades Orm ombord på fartyget M/V Taiko från Walleniusrederierna från Göteborg till Auckland, Nya Zeeland, där den anlände 10 augusti och sjösattes 20 augusti 2002. Omedelbart efter sjösättningen nåddes Victory Challenge-teamet av beskedet att huvudsponsorn Jan Stenbeck hade avlidit dagen innan.
I likhet med Örn modifierades Orm 2005–2006 i enlighet med de nya klassreglerna inför America's Cup 2007 och som ett led i utvecklingsarbetet med att ta fram Victory Challenges nya båt Järv.